# Julius Dehne
Julius Dehne (* 13. Januar 1873 in Löbau; † 14. August 1950 in Radebeul) war ein deutscher Jurist, Verwaltungsbeamter und Politiker (DDP, DStP, LDP).

## Leben
Julius Dehne wurde als Sohn des Löbauer Kaufmanns Julius Eduard Dehne geboren. Nach dem Abitur nahm er ein Studium der Rechtswissenschaft an der Universität Leipzig auf, das er mit dem Ersten Juristischen Staatsexamen abschloss. Er absolvierte von 1896 bis 1900 das Referendariat am Amtsgericht Eibenstock und am Landgericht Bautzen, bestand das Zweite Juristische Staatsexamen und promovierte später zum Doktor der Rechte. Des Weiteren praktizierte er kurzzeitig als Rechtsanwalt in mehreren Kanzleien und arbeitete ab 1900 als Hilfsrichter am Amtsgericht Dresden. Ein Jahr später trat er in die sächsische Kommunalverwaltung ein, wurde Stadtrat und war seit 1902 Bürgermeister der Stadt Riesa. 1908 wurde er besoldeter Stadtrat in Dresden und von 1912 bis 1916 amtierte er als Oberbürgermeister der Stadt Plauen. Darüber hinaus gehörte er von 1913 bis 1916 als Abgeordneter der I. Kammer des Sächsischen Landtags an. Danach nahm Dehne eine Tätigkeit im sächsischen Staatsdienst auf; er war von 1916 bis 1919 stellvertretender Bevollmächtigter Sachsens zum Bundesrat und wirkte gleichzeitig als Vertreter der sächsischen Industrie- und Handelsinteressen in Berlin. Außerdem war er seit 1916 Vorstandsmitglied des Kriegsernährungsamtes. 
Nach dem Ersten Weltkrieg übernahm Dehne von 1918 bis 1924 als Ministerialdirektor die Leitung der Abteilung für Industrie, Handel und Gewerbe im sächsischen Innenministerium. Er trat in die Deutsche Demokratische Partei (DDP) ein und wurde 1920 in den Sächsischen Landtag gewählt, dem er bis 1930 angehörte. Von 1919 bis 1924 war er zunächst stellvertretender Bevollmächtigter und von 1926 bis 1927 dann Bevollmächtigter Sachsens zum Reichsrat. Von August 1924 bis Januar 1926 übernahm er als Direktor die Leitung der Sächsischen Bank zu Dresden. In der von Ministerpräsident Max Heldt geführten Regierung des Freistaates Sachsen amtierte Dehne vom 27. Januar 1926 bis zum 13. Januar 1927 als Finanzminister und vom 13. Januar 1927 bis zum 5. März 1927 als Innenminister. Wenige Wochen nach seiner Ernennung zum Innenminister übernahm Dehne erneut die Leitung der Sächsischen Bank in Dresden und schied deshalb aus der Landesregierung aus. Nach der Übernahme der Sächsischen Bank durch die Sächsische Staatsbank zum 1. Januar 1937 trat Dehne in den Ruhestand.
Von 1946 bis 1949 war Dehne Präsident des Landesrechnungshofes Sachsen. Zugleich war er Vorsitzender der LDP-Ortsgruppe Radebeul und des LDP-Kreisverbandes Dresden sowie Ehrenvorsitzender des Landesverbandes Sachsen der LDP.
Dehne heiratete 1903 in Blasewitz, heute Dresden, Elsa Sophia Seurig. Spätestens ab 1939 wohnte er als Staatsminister a. D. im Dresdner Villenvorort Radebeul-Niederlößnitz in der heute denkmalgeschützten Villa Körnerweg 3, die ihm auch gehörte. Dehnes letzter Wohnort nach dem Zweiten Weltkrieg war die Wasastraße 60 in Radebeul-Serkowitz. Er wurde auf dem Waldfriedhof Weißer Hirsch bestattet.